# رئوس مطالب کره جنوبی

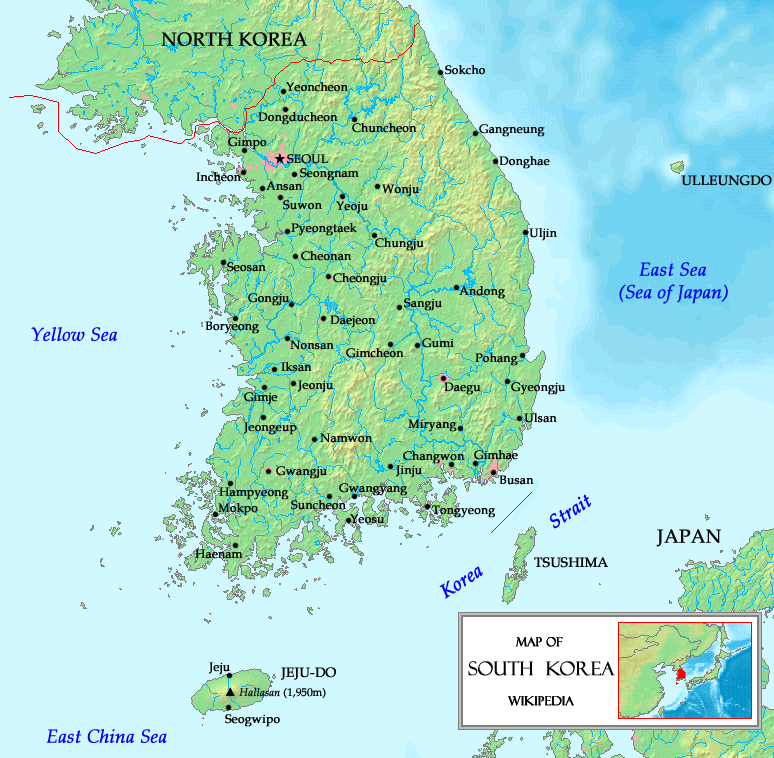
نقشه قابل بزرگنمایی از جمهوری کره

طرح کلی زیر به عنوان یک مرور کلی و راهنمای موضوعی کره جنوبی ارائه شده‌است:
کره جنوبی کشوری پرجمعیت که در نیمه جنوبی شبه جزیره کره در شرق آسیا واقع شده‌است. همچنین به عنوان " سرزمین آرامش صبح " شناخته می‌شود. از غرب با چین ، از شرق با ژاپن و از شمال با کره شمالی همسایه است. پایتخت کره جنوبی و بزرگترین شهر ان سئول کلان‌شهر بزرگ جهان است.
کره دارای یک تاریخ از ۵۰۰۰ ساله، با پایه و اساس قدمت آن به ۲۳۳۳ سال قبل از میلاد توسط افسانه دانگون است. پس از اتحاد سه پادشاهی کره تحت سیلا در سال ۶۶۸ میلادی، کره از طریق سلسله گوریو و جوسون به عنوان یک کشور شناخته شد تا اینکه در سال ۱۹۱۰ به ژاپن پیوست. پس از شکست ژاپن در جنگ جهانی دوم، کره تقسیم شد و کره جنوبی در سال ۱۹۴۸ تأسیس شد. از آن زمان با حفظ اتحاد قوی با ایالات متحده ، دموکراسی موفقی ایجاد شد.

## مرجع عمومی
- تلفظ: ‎/kəˈriːə/‎</img> ‎/kəˈriːə/‎
  - کره‌ای: [ha:n. ɡuk]
- نام کشور مشترک: کره جنوبی
- نام رسمی کشور: جمهوری کره

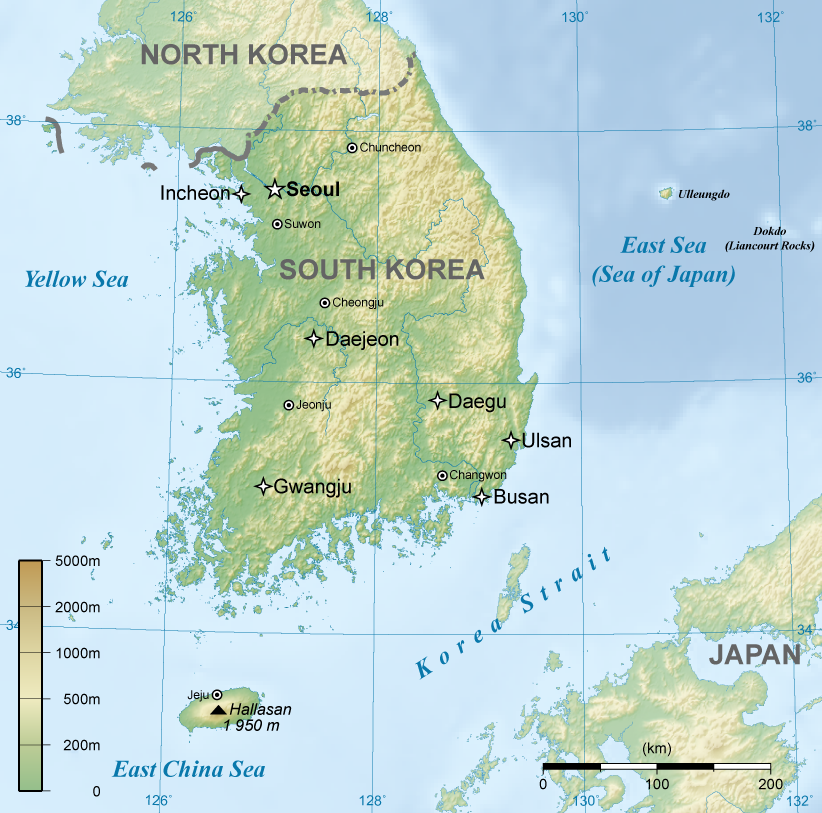
یک نقشه اساسی قابل گسترش از کره جنوبی

- نام خارجی و داخلی متداول : 한국 (韓國) (Hanguk)
- اندونیم (های) رسمی: 대한민국 (大韓民國) (Daehanminguk)
- دمون(ها): کره ای، کره جنوبی
- ریشه‌شناسی: نام‌های کره
- رتبه‌بندی بین‌المللی کره جنوبی
- کدهای ISO کشور: KR , KOR، ۴۱۰
- کد منطقه ایزو: به ISO 3166-2:KR
- دامنه سطح‌بالای کد کشوری: .kr

## دولت و سیاست
سیاست کره جنوبی
- شکل دولت:
- پایتخت کره جنوبی: سئول
- انتخابات در کره جنوبی
- احزاب سیاسی در کره جنوبی

#### شاخه اجرایی
- رئیس کشور: رئیس‌جمهور کره جنوبی،
- رئیس حکومت: رئیس‌جمهور کره جنوبی،
- کابینه کره جنوبی

#### شاخه قانونگذاری
- مجلس ملی کره جنوبی (تک مجلسی)

### روابط خارجی
روابط خارجی کره جنوبی
- نمایندگی‌های دیپلماتیک در کره جنوبی
- نمایندگی‌های دیپلماتیک کره جنوبی
- روابط کره شمالی - کره جنوبی

#### عضویت در سازمان بین‌المللی
جمهوری کره عضو این سازمان هاست:
| - آژانس بین‌المللی انرژی اتمی (IAEA) - آژانس بین‌المللی انرژی (IEA) - آژانس چندجانبه تضمین سرمایه‌گذاری (MIGA) - آنکتاد (UNCTAD) - اتاق بازرگانی بین‌المللی (ICC) - اتحادیه بین‌المجالس (IPU) - اتحادیه بین‌المللی مخابرات (ITU) - اتحادیه جهانی پست (UPU) - اتحادیه همکاری‌های منطقه‌ای جنوب آسیا (SAARC) (observer) - انجمن ادغام آمریکای لاتین (LAIA) - انجمن توسعه بین‌الملل (IDA) - انجمن ملل آسیای جنوب شرقی (ASEAN) (dialogue partner) - بانک اروپایی بازسازی و توسعه (EBRD) - بانک بین‌المللی بازسازی و توسعه (IBRD) - بانک تسویه حساب‌های بین‌المللی (BIS) - بانک توسعه آسیایی (ADB) - پلیس بین‌الملل (Interpol) - دیوان دائمی داوری (PCA) - دیوان کیفری بین‌المللی (ICCt) - سازمان آب‌نگاری بین‌المللی (IHO) - سازمان امنیت و همکاری اروپا (OSCE) (partner) - سازمان بین‌المللی ارتباطات ماهواره‌ای (ITSO) - سازمان بین‌المللی استانداردسازی (ISO) - سازمان بین‌المللی دریانوردی (IMO) - سازمان بین‌المللی کار (ILO) - سازمان بین‌المللی ماهواره‌های تلفنی (IMSO) - سازمان بین‌المللی مهاجرت (IOM) - سازمان بین‌المللی هوانوردی غیرنظامی (ICAO) - سازمان تجارت جهانی (WTO) - سازمان توسعه صنعتی ملل متحد (UNIDO) - سازمان جهانی بهداشت (WHO) - سازمان جهانی گردشگری (UNWTO) - سازمان جهانی گمرک (WCO) - سازمان جهانی مالکیت فکری (WIPO) - سازمان جهانی هواشناسی (WMO) - سازمان کشورهای آمریکایی (OAS) (observer) - سازمان ملل متحد (UN) - سازمان منع سلاح‌های شیمیایی (OPCW) - سازمان همکاری و توسعه اقتصادی (OECD) - سازمان همکاری‌های اقتصادی آسیا–پاسفیک (APEC) - صندوق بین‌المللی پول (IMF) - صندوق بین‌المللی توسعه کشاورزی (IFAD) - طرح کلمبو (CP) - فائو (FAO) - فدراسیون بین‌المللی جمعیت‌های هلال احمر و صلیب سرخ (IFRCS) - کمیته بین‌المللی المپیک (IOC) - کمیساریای عالی سازمان ملل متحد برای پناهندگان (UNHCR) - گروه ۲۰ (G20) - مؤسسه مالی بین‌المللی (IFC) - نهضت بین‌المللی صلیب سرخ و هلال احمر (ICRM) - نیروهای حافظ صلح سازمان ملل مستقر در لبنان (UNIFIL) - یونسکو (UNESCO) |

## تاریخ
تاریخ کره جنوبی
- گاه‌شمار تاریخ کره
- اقتصاد کره جنوبی

## فرهنگ
فرهنگ در کره جنوبی
- آشپزی کره‌ای
  - نشان رسمی کره جنوبی
  - پرچم کره جنوبی
  - سرود ملی کره جنوبی
- مردم کره‌ای
- دین در کره جنوبی
  - مسیحیت در کره
  - اسلام در کره

### ورزش
ورزش در کره جنوبی
- فوتبال در کره جنوبی
- کره جنوبی در بازی‌های المپیک

## اقتصاد
اقتصاد کره جنوبی
- فهرست کشورها بر پایه تولید ناخالص داخلی: ۱۱ام
  - بانک کره
- پول رایج: وون کره جنوبی
  - ایزو ۴۲۱۷: وون کره جنوبی
- اقتصاد کره جنوبی
- بورس کره
- گردشگری در کره جنوبی
  - فهرست فرودگاه‌های کره جنوبی